# Fulgensia
Genre
Fulgensia est un genre de champignons lichénisés de la famille des Teloschistaceae, cosmopolite et ubiquiste, plus particulièrement dans la région méditerranéenne. Leur thalle crustacé et hétéromère est lobé au pourtour. Il produit des ascospores non polariloculaires.

## Écologie
C'est un genre saxicole, terricole et muscicole.

## Liste des espèces
Selon MycoBank (24 janvier 2023) :
- Fulgensia arbensis (Zahlbr.) Gyeln., 1933
- Fulgensia australis (Arnold) Poelt, 1965
- Fulgensia bracteata (Hoffm.) Räsänen, 1931
- Fulgensia canariensis Follmann & Poelt, 1981
- Fulgensia chanousiae (Sambo) Poelt, 1965
- Fulgensia citrina (Hedw.) Gyeln., 1933
- Fulgensia cranfieldii S.Y.Kondr. & Kärnefelt, 2007
- Fulgensia delphinensis Poelt, 1965
- Fulgensia desertorum (Tomin) Poelt, 1965
- Fulgensia epiplacynthium Etayo, 2010
- Fulgensia friabilis (Vill.) Trevis., 1869
- Fulgensia fulgens (Sw.) Elenkin, 1907
- Fulgensia fulgida (Nyl.) Szatala, 1938
- Fulgensia geoica H.Magn.
- Fulgensia klementii Kalb, 1970
- Fulgensia lubrica (Stizenb.) Gyeln., 1933
- Fulgensia placodioides Räsänen, 1948
- Fulgensia poeltii Llimona, 1974
- Fulgensia pruinosa (Körb.) Poelt, 1965
- Fulgensia schistidii (Anzi) Poelt, 1965
- Fulgensia sorediosa Klem., 1965
- Fulgensia subbracteata (Nyl.) Poelt, 1961
- Fulgensia vulgaris A.Massal. & De Not., 1853

## Galerie

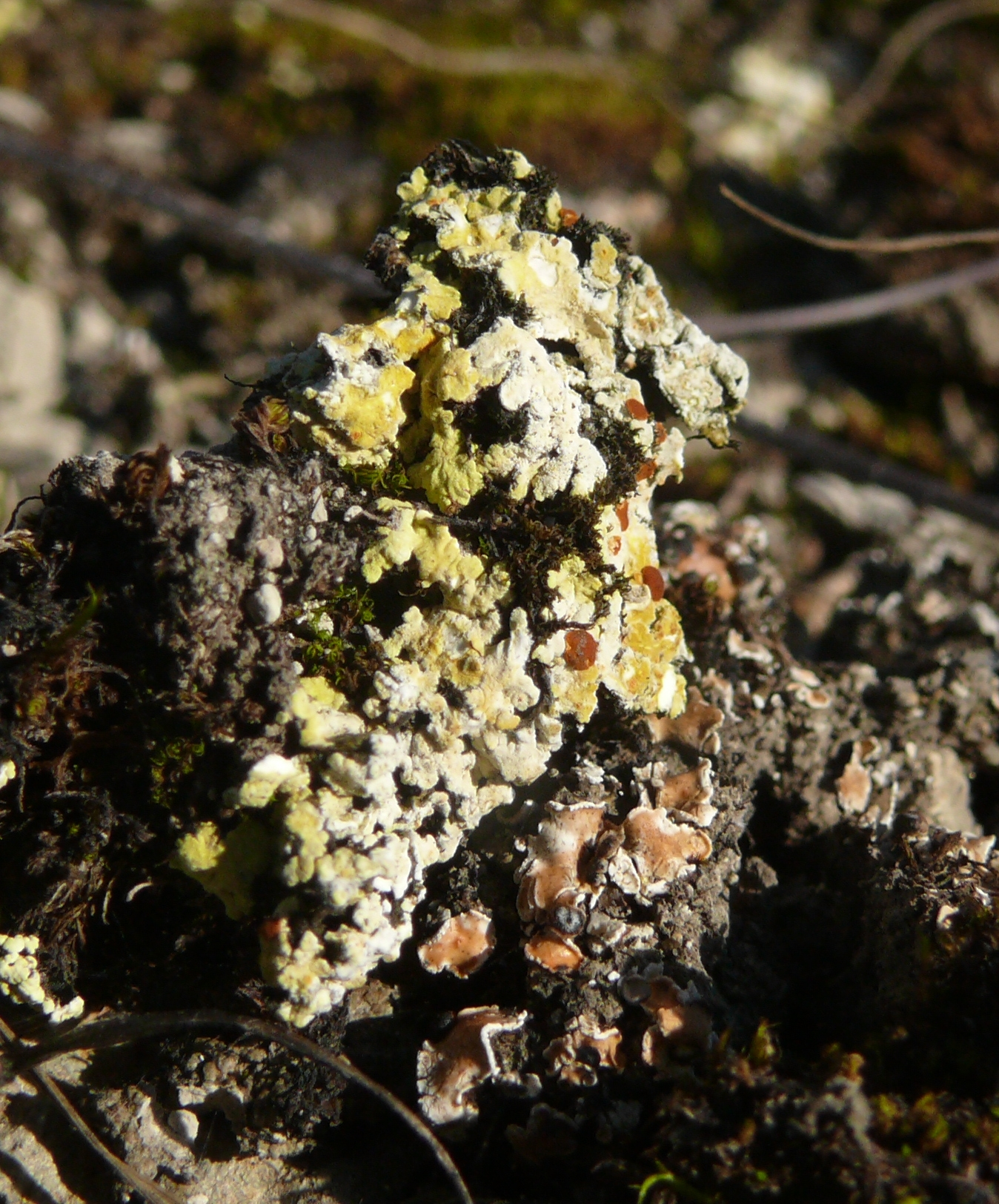
Fulgensia fulgens, au-dessus (en jaune) Psora decipiens, en dessous (en rouge).
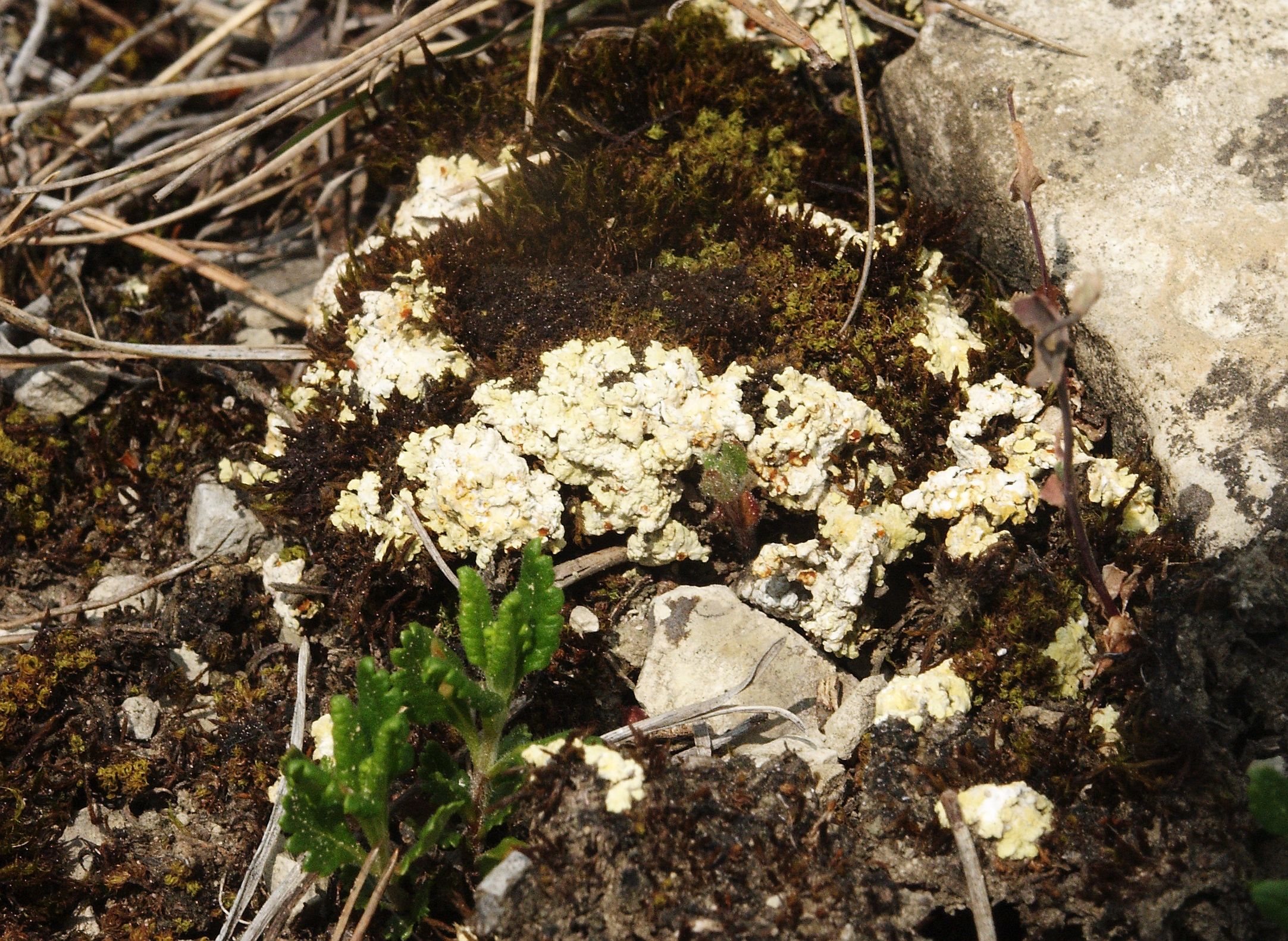
Fulgensia fulgens sur une mousse.

## Systématique
Le nom correct complet (avec auteur) de ce taxon est Fulgensia A.Massal. & De Not., 1853.
Fulgensia a pour synonymes :
- Caloplaca sect. Fulgensia (A. Massal. & De Not.) Zahlbr., 1907

## Publication originale
- (it) A. Massalongo, Alcuni generi di licheni nuovamente limitati e descritti, 1853, p. 1-44